# Lââm
Lââm, nom de scène de Lamia, née le 1er septembre 1971 dans le 12e arrondissement de Paris, est une chanteuse franco-tunisienne de pop et de RnB.
Elle a vendu 4 millions de disques. Son style musical oscille entre la variété française et un style plus « urbain ». Durant sa carrière musicale, Lââm a obtenu deux disques d'or, un double disque d'or, trois singles d'or, un single de platine et un single de diamant.

## Biographie

### Jeunesse
Née le 1er septembre 1971 dans le 12e arrondissement de Paris dans une famille d'origine tunisienne, Lamia, dite Lââm, vit une enfance difficile, en raison de problèmes familiaux. Elle est placée dans un foyer à Bourges. Très jeune, elle est déjà passionnée par la musique et, dès sa majorité, décide d'aller chanter dans le métro pour exercer à tout prix cette passion[réf. nécessaire].
Un producteur, SDO (Denis Clavaud), la découvre à la salle de concert le Hot Brass en 1997 et est séduit par sa façon d'interpréter les chansons : sa carrière peut enfin débuter. Ensemble, ils vont travailler pendant un an jusqu'à produire la reprise de Michel Berger, Chanter pour ceux qui sont loin de chez eux.

### Carrière

#### Persévérance(1998-2000)
En 1990, elle entre aux ACP La Manufacture Chanson pour une formation de deux ans au métier de chanteuse. Elle publie en 1998 son premier single Chanter pour ceux qui sont loin de chez eux, une reprise de la célèbre chanson de Michel Berger. Le public est séduit par la nouvelle version de la chanson et le disque s'écoule à plus d'un million d'exemplaires (disque de diamant), se classant no 2 au Top 50 durant neuf semaines consécutives. Dans la suite de ce succès, Lââm sort son premier album, Persévérance, qui est agrémenté de la reprise de Michel Berger, mais aussi de singles comme Jamais loin de toi (no 4 au Top 100), Assez (no 51 au Top), Les enfants de l'an 2000 (no 3 au Top) ou encore Face à face (no 83 au Top). Certains de ces singles se transforment rapidement en tubes et l'album est sacré disque de platine avec plus de 500 000 exemplaires vendus.

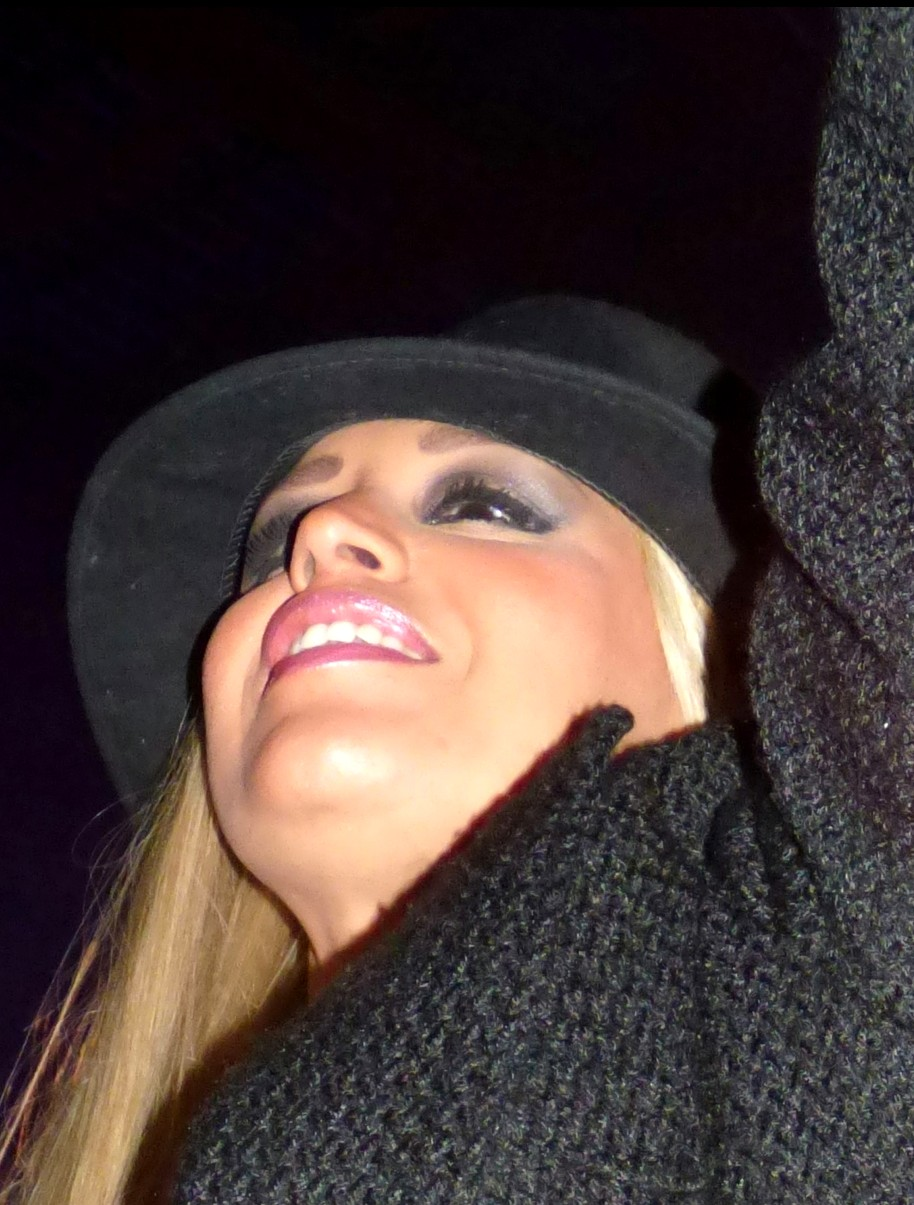
Lââm, en décembre 2013 à Perpignan.

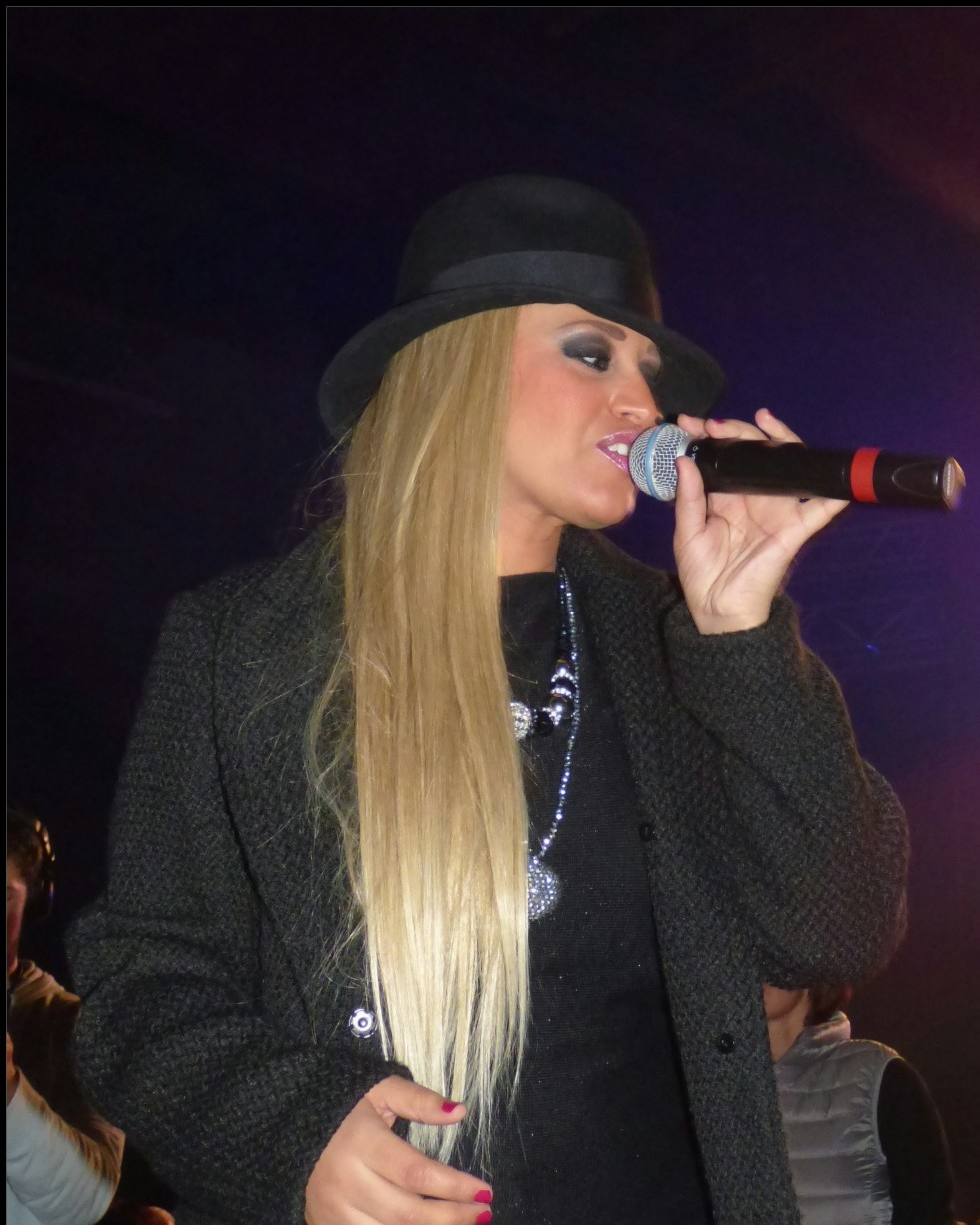
Lââm en décembre 2013 à Perpignan.

En 1999, elle produit la bande son d'un dessin animé de France Télévisions pour le programme de divertissement jeunesse Les Minikeums intitulé Tom et Sheenah.

#### Une vie ne suffit pas(2001-2003)
En mars 2001, elle est l'une des nombreuses interprètes du titre Que serai-je demain ? en tant que membre du collectif féminin Les Voix de l'espoir créé par Princess Erika.
La même année, elle sort son nouvel album intitulé Une vie ne suffit pas et décroche très rapidement un disque d'or, avec plus de 100 000 exemplaires vendus. Deux tubes se détachent de l'album, Que l'amour nous garde (no 20 au Top) et De ton indifférence (no 29 au Top).
Parallèlement, Lââm joue en 2002 dans la comédie musicale Cindy de Luc Plamondon et Romano Musumarra. Sorti le 26 février 2002, l'album tiré du spectacle se classe no 24 en France et no 17 en Belgique francophone. De ce disque est notamment extrait en février 2002 un duo entre Lââm et Frank Sherbourne, Un monde à nous. Ce titre se classe no 5 en France et en Belgique francophone. Un autre duo, avec Jay, Je l'aime en secret, sorti en octobre 2002, est également classé. Luc Plamondon, producteur du spectacle, reconnaît plus tard que cette comédie musicale est un échec commercial, malgré un disque d'or pour l'album avec plus de 100 000 exemplaires vendus.

#### LâametPour être libre(2004-2005)
En 2004, la chanteuse sort un album homonyme plus diversifié que les précédents : dans cet opus, on passe de la variété au rock, du R'n'B au rap, avec plusieurs duos avec des artistes reconnus (Jean-Jacques Goldman, Lisa Stansfield, Princess Aniès…). La sortie de l'album est accompagnée par deux simples écrits et composés par Jean-Jacques Goldman : Tu es d'un chemin et On pardonne. Les deux titres sont proposés aux radios mais ces dernières les jugent trop lents et refusent de les passer. La promotion n'est donc pas excellente et le disque ne s'écoule qu'à 25 000 exemplaires. Lââm entame cependant une tournée française en passant par Paris, au Zèbre de Belleville, pour plusieurs soirs.
En août 2005, elle publie un nouveau single inédit, Petite Sœur. Cette chanson au rythme R'n'B se classe directement à la 5e place des charts, et s'écoule à plus de 250 000 exemplaires. Ce titre replace Lââm sur le devant de la scène. En septembre   de la même année, son album Lââm est réédité sous le nom de Pour être libre avec trois titres supplémentaires : Petite Sœur, Pour être libre (no 17 au Top) et Elle est toujours là. L'album est alors certifié disque d'or de l'année pour plus de 75 000 exemplaires vendus[réf. nécessaire].
En novembre de la même année, elle participe à l'album de Pinochio Mon Alboum ! dans lequel elle chante le titre Qui (en duo virtuel avec Pinocchio).

#### Le sang chaud(2006-2007)
Cette section ne s'appuie pas, ou pas assez, sur des sources secondaires ou tertiaires indépendantes du sujet. Le texte peut contenir des analyses inexactes ou inédites de sources primaires.
Pour l'améliorer, ajoutez-en, ou placez des modèles {{Source secondaire souhaitée}} ou {{Source secondaire nécessaire}} sur les passages mal sourcés. (juillet 2025)
En 2006, la chanteuse est nommée en tant qu'Artiste francophone de l'année aux NRJ Music Awards et aux Victoires de la musique. Elle organise ensuite une grande tournée d'été en France et en Belgique.
Elle se lance alors dans la réalisation d'un nouvel album pour la fin de l'année 2006. Ce disque est précédé par la sortie du single Le Sang chaud en duo avec la rappeuse Princess Aniès, qui se vend à plus de 50 000 exemplaires, se classant no 7 au Top 50. Malgré le succès du single, l'album Le Sang chaud ne s'écoule qu'à 15 000 exemplaires, un score très décevant pour la chanteuse. Lââm est néanmoins élue « Voix de l'année » par le public de la chaîne Filles TV ; c'est le premier prix que l'artiste reçoit dans sa carrière.
En mars 2007, elle publie un nouveau single, Rien ne dure, qui est envoyé aux radios qui le boudent totalement. Le disque n'est de ce fait pas commercialisé. En mai, elle sort un nouveau single, Relève-toi, qui parle des femmes battues. Lââm sillonne alors les routes de France au cours d'une tournée durant l'été et l'automne. Au printemps 2008, elle passe également par le Sentier des Halles, à Paris, où elle présente un spectacle de reprises des chanteurs qu'elle admire (comme Jean-Jacques Goldman, Léo Ferré…)[réf. nécessaire].
La même année, Lââm interprète également la bande originale de High School Musical 2 avec la chanson Savoir qui je suis, mais qui ne rencontre aucun succès en France. Malgré ces échecs commerciaux, elle continue à donner des concerts en France, en Belgique, en Suisse et au Canada.

#### On a tous quelque chose de Lââm(2008-2009)
En décembre 2008, elle sort le single Ta voix en duo avec Jennifer Paige. Ce titre permet d'annoncer sa compilation On a tous quelque chose de Lââm, qui contient ses plus grands succès, ainsi que trois inédits, dont ce duo. Il est publié le 26 janvier 2009.

#### Au cœur des hommes(2010-2011)
En 2011, Lâam publie son nouvel et dernier album de reprises, Au cœur des hommes. L'album ne trouve pas son public et est un échec commercial. Sa maison de disques met un terme à son contrat. Depuis, la chanteuse continue la scène mais ne réalise plus d'album.

#### Diversification des activités (depuis 2012)
En février 2012, elle participe à la soirée au profit de l'association « Angèle en rêve », dont elle est la marraine. En novembre, elle sort le simple Révolution, une collaboration avec le DJ Kastilla dont les revenus sont reversés au Téléthon.
Lââm est une fidèle des concerts des Enfoirés de 2000 à 2012 puis de 2014 à 2015[réf. nécessaire].
Elle est la marraine de l'association « Regart's » qui a pour objectif d'aider les jeunes, les enfants et personnes en difficulté à mieux s'intégrer dans la vie de leur quartier et leur vie sociale[réf. nécessaire].
En 2013, elle participe au single Notre liberté au profit des Restos du cœur belges et au single Je reprends ma route de l'association Les voix de l'enfant, et rejoint le collectif d'artistes « Les grandes voix des comédies musicales chantent pour les enfants hospitalisés » aux côtés notamment d'anciens chanteurs de comédies musicales pour le single Un faux départ.
Le 7 avril 2015, elle est présente au dîner d'état organisé au palais de l'Élysée en l'honneur du président de la Tunisie Béji Caïd Essebsi et publie le single Tu me manques. En fin de cette année, elle collabore sur le titre OH! B.I.G. en hommage au rappeur The Notorious B.I.G..
En 2016, elle est invitée avec Kijahman sur le titre Fo'Wyner de Joss Project,.
Elle devient chroniqueuse dans Touche pas à mon poste ! le 6 septembre 2016 sur C8, mais ne participera qu'à une seule émission. En mars 2017, elle déclarera avoir été humiliée par Cyril Hanouna.
En 2017, elle apparaît en featuring sur le titre Caribbean King du rappeur Stan Apocalptik.
Le 15 mai 2018, elle participe à The Island : Célébrités sur M6,,.
En 2019-2020, elle est à l'affiche de la tournée Born in 90, qui réunit plusieurs chanteurs des années 1990 comme Larusso, Ménélik, Zouk machine, Allan Théo, Worlds Apart, Benny B ou encore Génération Boys Band,. Cette même année elle est aussi à l’affiche de la tournée Back to Basics, aux côtés d’Assia, des L5.
En 2021, elle apparait dans le vidéo clip de sa reprise Petite Sœur, interprété par Eyma Et Andy, pour l'association « Les Amis du Bercail », et qui comprend aussi en vedettes Elodie Gossuin, Fabienne Carat, Iris Mittenaere ou encore Amandine Petit.
En août 2021, elle annonce sa prochaine participation à la 11e saison de l'émission Danse avec les stars sur TF1,,,,.
Le 15 Juin 2022, elle obtient un rôle dans le film Je t'aime, Filme moi! de Alexandre Messina.
En 2024, elle est à l'affiche de la tournée RFM Party 90, qui réunit plusieurs chanteurs des années 1990 comme Larusso, Ménélik, Boris ou encore Princess Erika. Cette même année elle participe à la tournée de la Kermesse Festival pendant trois dates avec d’autres chanteurs des années 2000 comme Alizée ou Sheryfa Luna.

### Controverse
Pendant l'été 2017, elle se fait remarquer par une série de tweets jugeant « raciste » le titre du roman d'Agatha Christie Dix petits nègres, visant en particulier une adaptation télévisée récente sur TF1. Estimant que le « mot nègre ne devrait plus exister », elle se fait critiquer sur les réseaux sociaux. Au même moment, elle annonce qu'elle ne sortira plus de disque à l'avenir.

### Vie privée
Lââm s'est mariée en 1996 avec Robert Suber. Celui-ci meurt le 25 octobre 2021  d’un cancer du pancréas .

## Discographie

### Albums studio
- 1999 : Persévérance
- 2001 : Une vie ne suffit pas
- 2004 : Lââm
- 2005 : Pour être libre
- 2006 : Le Sang chaud
- 2011 : Au cœur des hommes

### Album live
- 2003 : Face à face

### Album compilation
- 2009 : On a tous quelque chose de Lââm

## Filmographie
- 2022 : Je t'aime, Filme moi! de Alexandre Messina - Elle-même

### Courts métrages
- 2009 : La Marche des crabes de Hafid Aboulahyane - Yasmine

### Télévision
- 2008 : Sous le soleil (série télévisée)
- 2010 : Profilage (série télévisée)
- 2011 : Furieuse (téléfilm) de Malik Chibane - Mélanie Blanc

## Émissions de télévision
- 1999 : Fort Boyard (France 2) : candidate
- 2000-2015 : Les Enfoirés (France 2 puis TF1) : participante
- 2012 et 2013 : Un dîner presque parfait (M6) : candidate
- 2015 : Le Grand Match des années 90 sur D8 : candidate
- 2016 : Touche pas à mon poste ! (C8) : chroniqueuse
- 2016 : Stars au grand air (TF1) : participante
- 2018 : The Island : Célébrités (M6) : candidate
- 2021 : Danse avec les stars (saison 11) : candidate

## Apparitions
En 2000, elle apparaît dans le clip de Dje-an Mon caractère, dans lequel on retrouve également Carole Fredericks.
Elle apparaît dans son propre rôle dans l'épisode L'Arnaque de Sous le soleil diffusé le samedi 12 janvier 2008.
Elle interprète une parodie sur le milieu de la musique aux côtés de Michal de Star academy 3[Quand ?].
Elle apparaît dans l'émission Un dîner presque parfait sur M6 diffusée dans la semaine du 5 mars 2012.
Elle participe au cinquième prime time de Star Academy le 3 janvier 2013 sur NRJ 12.
Elle est candidate dans l'émission Un dîner presque parfait sur M6 diffusée dans la semaine du 11 mai 2013.
En mai 2013, Lââm apparaît dans un spot publicitaire pour la marque RasoirClub. C'est la première fois que la chanteuse participe à un spot publicitaire.
En mai 2018, Lââm participe à The Island spécial célébrités sur M6.
En septembre 2021, elle est candidate de la 11e saison de l'émission Danse avec les stars sur TF1 aux côtés du danseur Maxime Dereymez. Elle est éliminée dès le premier prime.

## Distinctions

### Récompense
- Élue « Voix de l'année 2006 » par les téléspectateurs de la chaîne Filles TV

### Nominations
- NRJ Music Awards 2002 : artiste francophone féminine de l'année
- NRJ Music Awards 2006 : artiste francophone féminine de l'année ; chanson francophone de l'année pour Petite Sœur
- Victoires de la musique 2000 : artiste révélation
- Victoires de la musique 2006 : artiste féminine de l'année

### Certifications
- Durant sa carrière musicale, Lâam a obtenu deux disques d'or, un double disque d'or, trois singles d'or, un single de platine et un single de diamant[3].